# 千代田地区 (河内長野市)

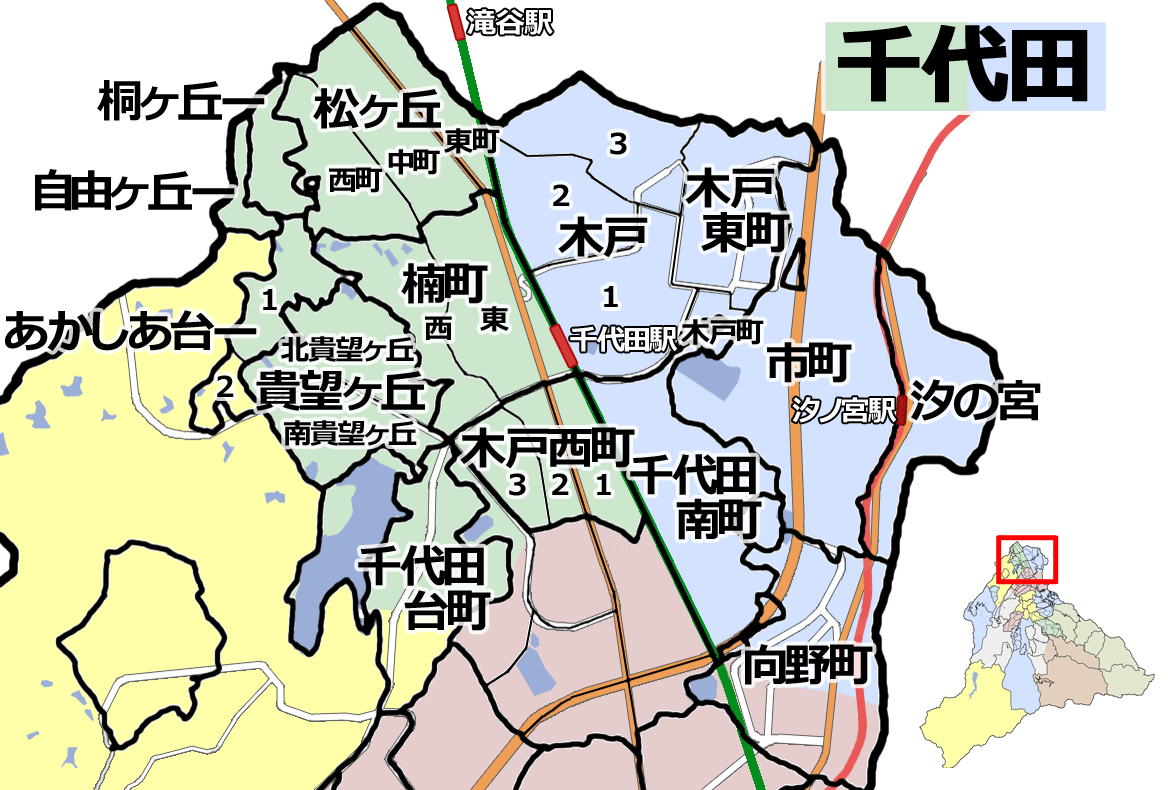
千代田地区（西:楠、東:千代田）

千代田地区（ちよだちく）は、大阪府河内長野市内の一地域。河内長野市の北部に位置し、かつての南河内郡千代田村（ちよだむら）の大部分とその周辺の地域にあたる。
名称は大正天皇即位に因んで、江戸城の別名「千代田城」から因るもので、第二次世界大戦後に開発された千代田南町や千代田台町は地名の一部として使用されているが、「千代田」という単独の地名は過去も現在も存在しない。

## 歴史

### 千代田村→長野町
- 1889年（明治22年）4月1日 - 町村制施行により市村、市村新田、向野村の区域をもって市新野村（いちしのむら）が発足。大字市に村役場を設置（現在の市町東集会所の北側に存在した）。
  - 当初は「市村」を名乗る予定であったが、総面積・人口で市村を凌ぐ市村新田が合併に反対し独立を主張。その後、市村新田・錦郡新田・伏山新田の3新田の合併や5村での合併を申し立てたが却下され、やむを得ず3村での合併に至った。協議の末、一度は名称を「市新村」とすることで妥協したが市村で異議が起こり、市村、市村新田、向野村のそれぞれ一字ずつから取る形で決着した。なお大阪府からは村名が不自然だとして4度に渡って再検討を通達されている。
- 1916年（大正5年）4月1日 - 千代田村に改称。名称は前述の通り江戸城の別名「千代田城」に因む。同時に大字市村新田を木戸に改称。
- 1940年（昭和15年）
  - 4月1日 - 大阪陸軍幼年学校が村内に移転。
  - 6月1日 - 長野町、天野村と新設合併し、長野町の一地域となる。
- 1945年（昭和20年）9月 - 大阪第一陸軍病院が大阪陸軍幼年学校跡に移転、同年12月に国立大阪病院となる。
  - 同院は1947年（昭和22年）4月に大阪市へ移転し、当院は国立大阪病院長野分院→国立河内長野病院→国立大阪南病院→国立病院機構大阪南医療センターとなり現在に至る。

### 河内長野市発足以降
1961年（昭和36年）に千代田台町、1963年（昭和38年）に千代田南町を始めとする小中規模のニュータウンの開発がされた。
- 1973年（昭和48年）4月1日 - 河内長野市立楠小学校が開校する。
- 1975年（昭和50年）4月1日 - 河内長野市立千代田中学校が開校する。
- 1981年（昭和56年）- 当地域東側に大阪外環状線が開通。

## 地理

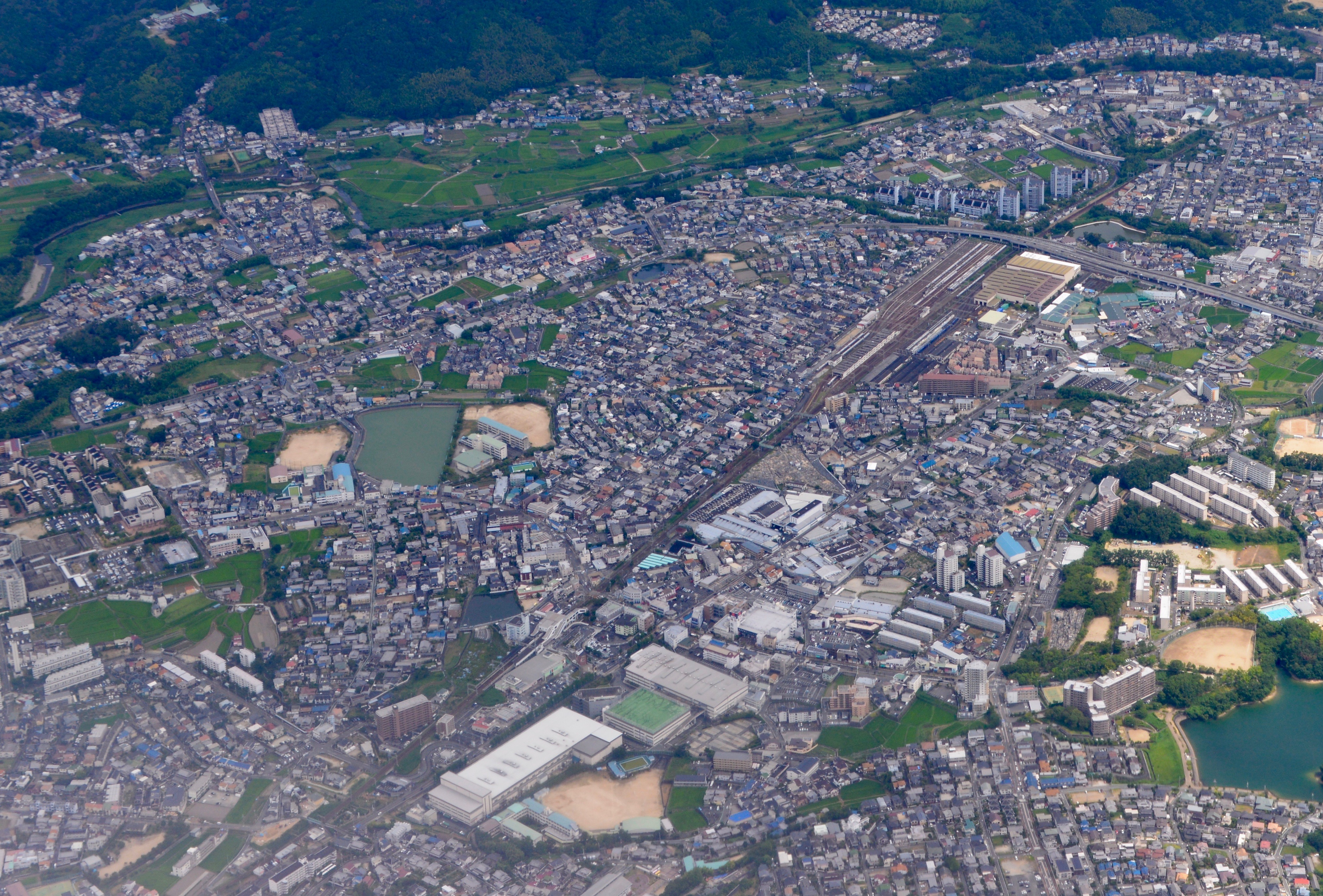
千代田地域空撮

河内長野市の北部に位置する。東端を石川、西端を西除川が流れている。千代田駅を中心として大阪南医療センター前交差点から貴望ヶ丘交差点までの市道沿いに商店街が形成されていて、河内長野市北部の中心部となっている。

### 河川
- 石川
- 西除川

## 地域

### 楠町東、楠町西
読みは「くすのきちょうひがし」、「くすのきちょうにし」。かつて「与通東」「与通南」（よつ-）と呼ばれていた地区で、1969年（昭和44年）11月1日の町名変更時に西高野街道を境に東側を「楠町東」、西側を「楠町西」となった。特に楠町東は千代田駅の西側にあることや国道310号が通ることから、木戸西町並んで現在の千代田地域の中心部となっている。
主な施設、旧跡など
- 盛松寺
- 河内長野市立楠小学校
- 大阪暁光高等学校
- モリ工業河内長野工場
- 大阪千代田短期大学附属幼稚園

### 松ケ丘東町、松ケ丘中町、松ケ丘西町

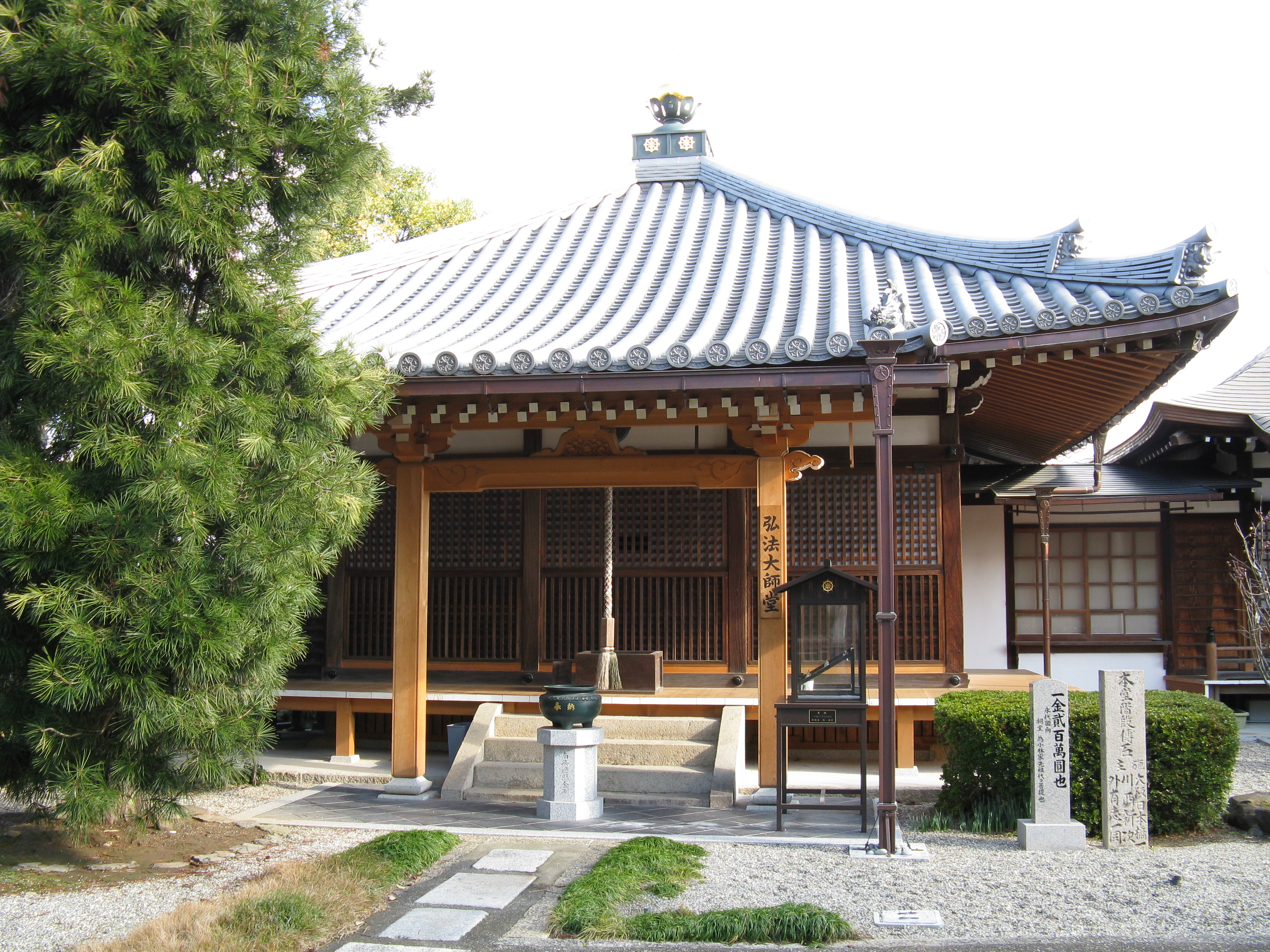
松林寺

かつて「与通北」（よつきた）と呼ばれていた地区で、1969年11月1日の町名変更時に国道310号より東側を「松ケ丘東町」、国道310号と西高野街道の間を「松ケ丘中町」、を西高野街道より西側「松ケ丘西町」となった。
主な施設、旧跡など
- 松ケ丘公民館
- 松林寺
- 春日神社
- 滝谷病院
- 堺化学工業医薬事業部長野工場
- 松ケ丘公園

### 木戸
2000年（平成12年）10月1日に制定された住所表記で、1丁目〜3丁目まである。市町と木戸町のそれぞれ一部の地区が当地区に制定された。南部は千代田駅前通りを中心に各種商店が建ち並び、北部は住宅地が広がっている。
当地区にある千代田団地は、1975年から2年かけて柳風台（りゅうふうだい）として開発された。児童公園として柳風台第一、第二、第三公園（ぞうさん公園）があるほか、鳴尾自治会館の裏に鳴尾公園（かめさん公園）がある。
主な施設、旧跡など
- 塩谷遺跡
- 千代田駅（南海高野線）
- 河内長野消防署北出張所
- JA大阪南千代田支店
- UR都市機構千代田団地

### 木戸西町

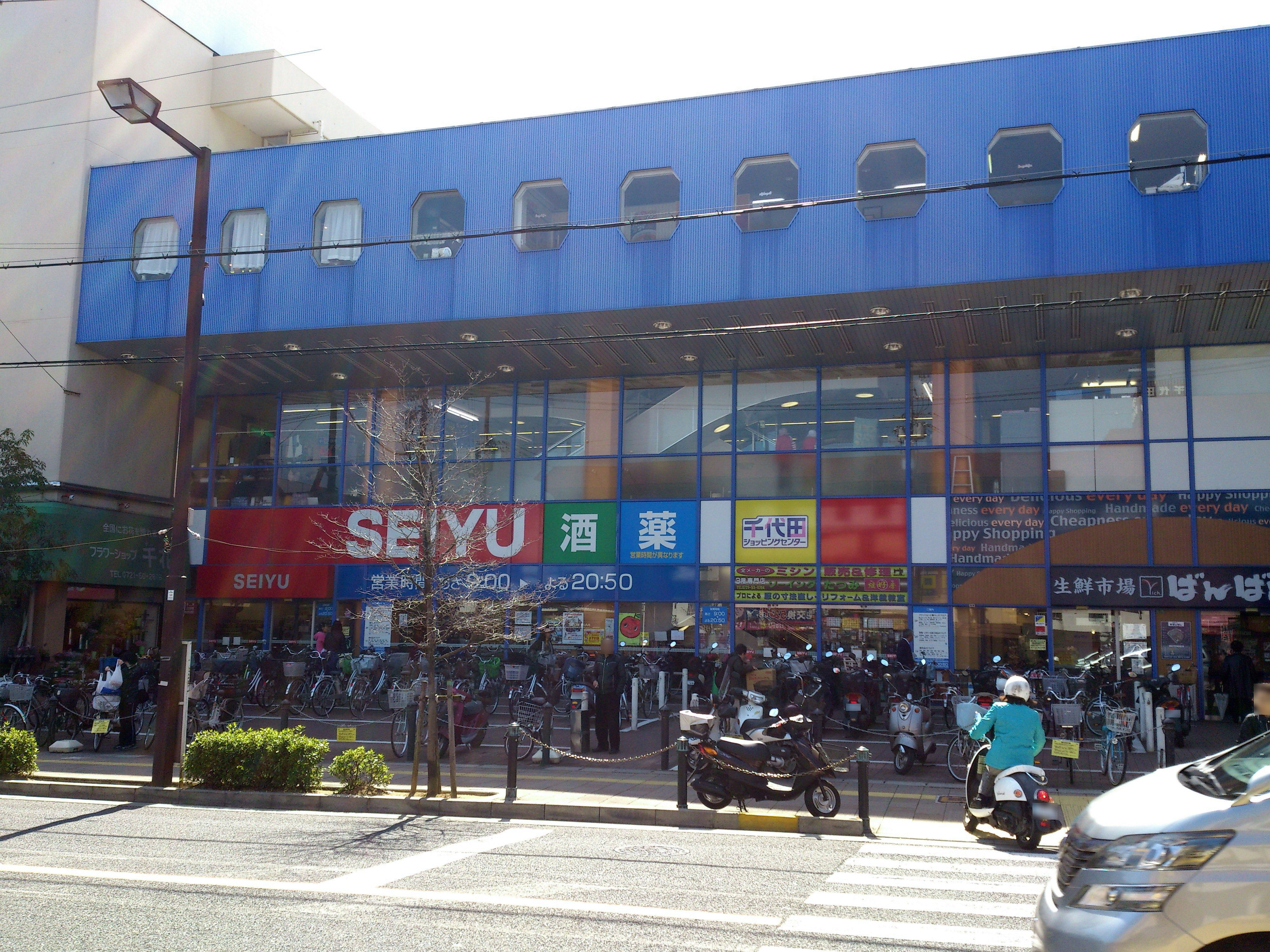
千代田ショッピングセンター

読みは「きどにしまち」。かつては「木戸石坂」「原石坂」と呼ばれ、その後「木戸町」と住所表記されていたが、2004年（平成16年）12月6日に現在の住所表記が制定されており、1丁目〜3丁目まである。千代田駅南側に位置し、南北に国道310号が通っているため、楠町と同様に現在の千代田地域の中心部となっている。
主な施設、旧跡など
- 千代田公民館
- 河内長野警察署千代田駅前交番
- 千代田ショッピングセンター
  - 西友千代田店
- NTN金剛製作所

### 木戸東町
読みは「きどひがしまち」。1996年（平成8年）9月1日に制定された住所表記。大部分は大阪南医療センターと府営河内長野木戸住宅にあたる。大阪陸軍幼年学校など旧陸軍施設があった場所でもある。
主な施設、旧跡など
- 国立病院機構大阪南医療センター
- 大阪府立長野北高等学校
- 千代田受水場
- 府営河内長野木戸住宅

### 木戸町

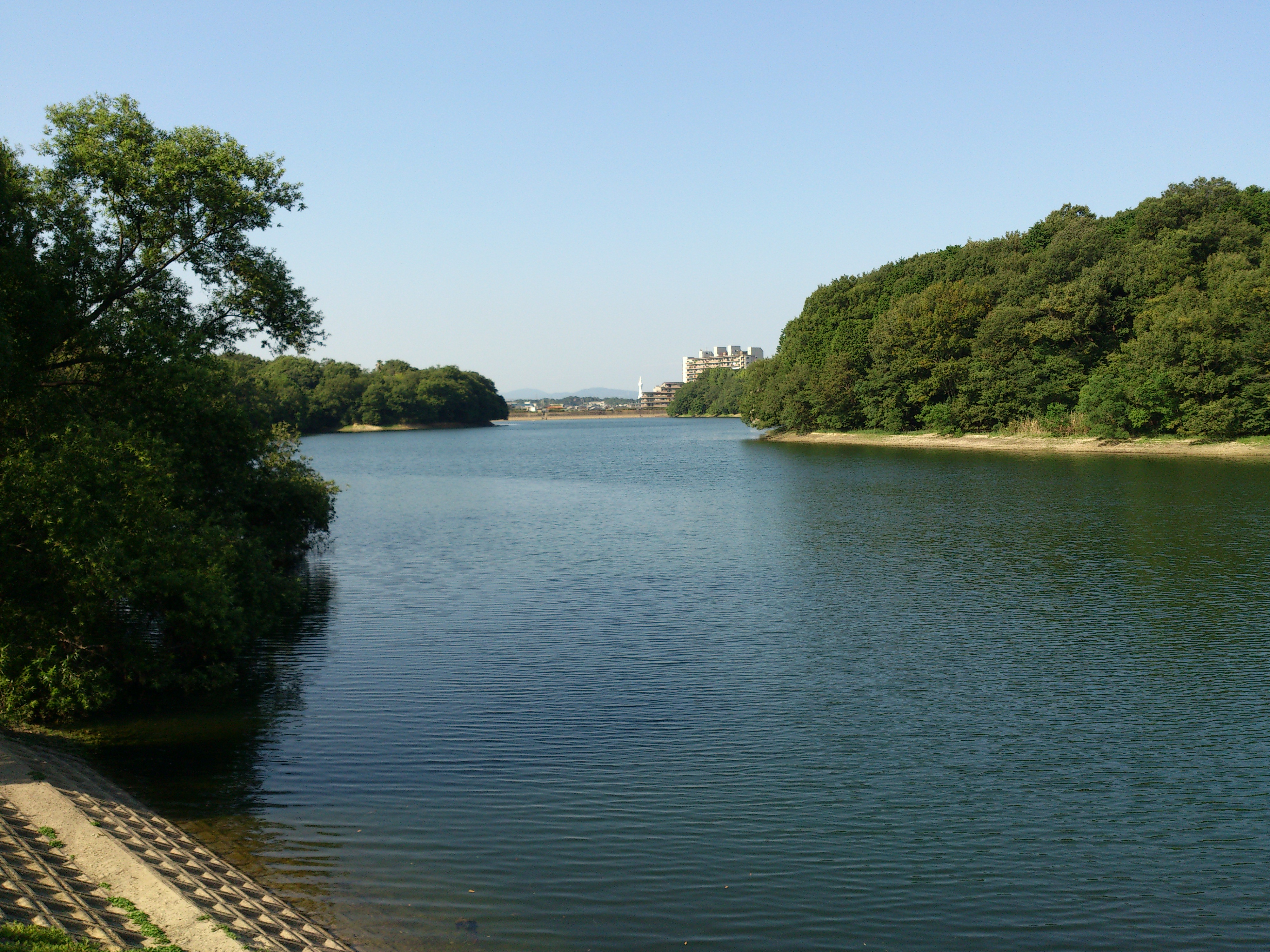
寺ヶ池

読みは「きどちょう」。町村制施行以前の市村新田の一部にあたる。現在の住所表記制定以前は木戸、木戸東町、木戸西町、千代田南町地区も含まれていたが、現在は河内長野市立千代田小学校や寺ヶ池などの5か所に飛地として残っている。
主な施設、旧跡など
- 寺ヶ池
- 河内長野市立千代田小学校

### 千代田南町
読みは「ちよだみなみちょう」。1963年から1967年にかけて、千代田台町に次いで「千代田南海住宅」として南海が開発した小中規模ニュータウン。住所表記は1967年（昭和42年）9月1日に制定された。千代田駅の南側に直結する形で位置し、北側に大型店舗や個人商店が並んだ駅前通りがあるほか、市立千代田中学校と小学校に隣接している。
主な施設、旧跡など
- 南海電気鉄道千代田検車区

### 市町

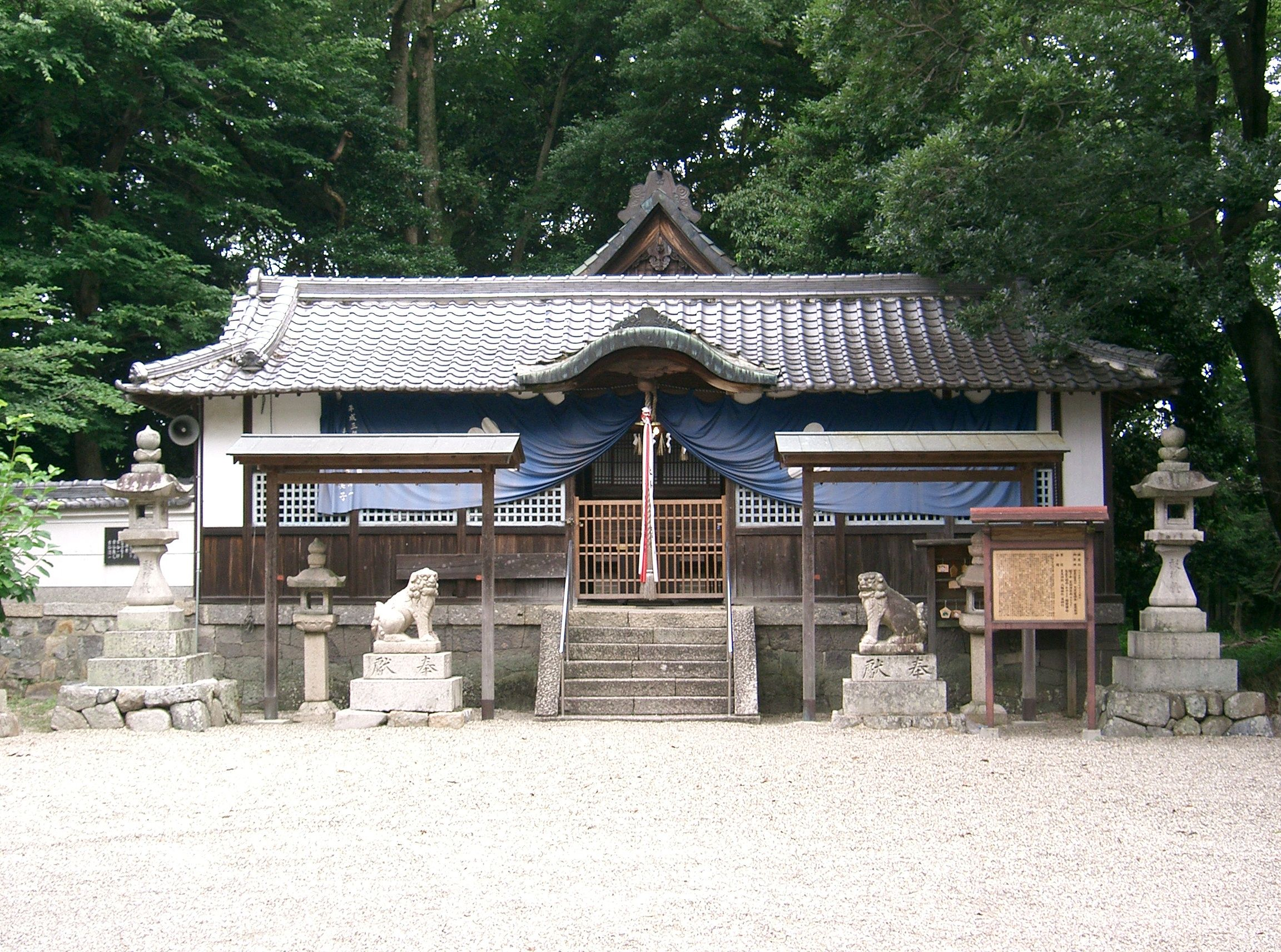
千代田神社

読みは「いちちょう」。町村制施行以前の市村の大部分にあたる。南北に大阪外環状線（国道170号）が貫いており、東端は石川の河岸段丘となっており、その下方で汐ノ宮駅に隣接している。
主な施設、旧跡など
- 灰原池
- 千代田神社
- 河内長野市立千代田中学校

### 汐の宮町
汐ノ宮駅前に古くからの住宅地が広がる。かつて地域の中心駅として機能したが、千代田駅の開業によってその役目を譲っている。戦前は石川を挟んだ富田林市に汐ノ宮温泉が存在した。西端は河岸段丘、東端は石川に挟まれた地形で、南北に国道170号旧道（府道20号）が通っている。
主な施設、旧跡など
- 汐ノ宮駅（近鉄長野線）
- 近鉄タクシー南河内総合営業所

### 向野町
読みは「むかいのちょう」。町村制施行以前の向野村にあたる。千代田村時代は、現在の汐ノ宮駅周辺が当地域の中心部で距離的に近かったため、結びつきが強かった。戦後、千代田駅周辺に中心部が形成されたことや、河内長野駅が最寄りとなるため、現在では長野地域との結びつきの方が強い。1990年の向野住宅街区整備事業によって、住宅団地や市道の整備がされた。
主な施設、旧跡など
- 金剛特殊釘製作所
- 向野第1-2公園

### あかしあ台、桐ケ丘、自由ケ丘
1979年から2000年にかけて開発された小規模ニュータウン。住所表記はあかしあ台2丁目を除いて1990年（平成2年）3月1日、あかしあ台2丁目は1994年（平成6年）3月1日に制定された。特に桐ケ丘と自由ケ丘は、松ケ丘地区と同じく滝谷駅の方が距離的に近いため、そちらを利用する住民が多い。

### 北貴望ケ丘、南貴望ケ丘
1968年から1970年にかけて、開発観光と日生不動産が開発した小規模ニュータウン。住所表記は1969年11月1日に制定され、市道原町狭山線を境に北側を「北貴望ケ丘」、南側を「南貴望ケ丘」となった。市道原町狭山線は当初、当地区で終点だったため交通量も少なかったが、1990年代後半に小山田北大橋が開通、府道38号富田林泉大津線と接続されて、狭山ニュータウンや泉北ニュータウンと河内長野市とのアクセス道路として機能し、交通量は一気に増加した。南側は寺ケ池公園に隣接している。

### 千代田台町
読みは「ちよだだいちょう」。1961年から1967年にかけて、河内長野市のニュータウンで初めて開発造成された「千代田台」という小規模ニュータウン。住所表記は1967年9月1日に制定された。千代田駅の西側の台地に位置し、寺ケ池公園に隣接しているほか、駅からの市道は住宅地内を南北に貫くバス通りとなっている。
主な施設、旧跡など
- 府営千代田台住宅

## 交通

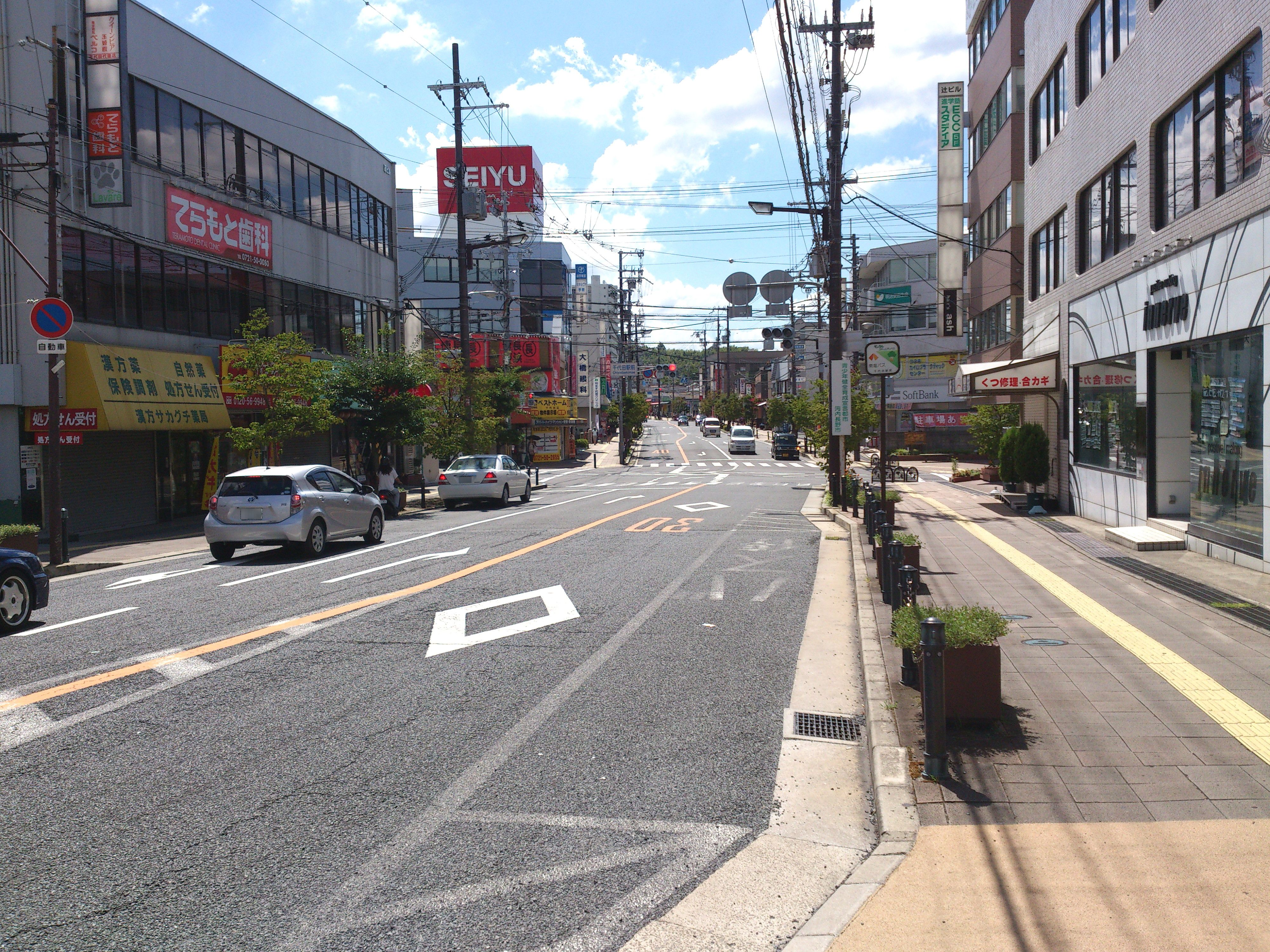
千代田駅西側

### 鉄道
- 近畿日本鉄道（近鉄）
- 長野線：汐ノ宮駅
- 南海電気鉄道
- 高野線：千代田駅

### 道路
- 国道170号（大阪外環状線）
- 国道310号
- 大阪府道20号枚方富田林泉佐野線
- 府道38号富田林泉大津線
- 西高野街道・東高野街道